# Espejo de Galadriel
El Espejo de Galadriel es un objeto ficticio imaginado por el escritor británico J. R. R. Tolkien para su novela El Señor de los Anillos. Se trata de un pilón lleno de agua en el que uno puede ver visiones del pasado, del presente y del futuro. Galadriel, una elfa noldo gobernante de Lothlórien, invita al héroe de la historia, Frodo Bolsón, a mirar en él. En palabras de la propia Galadriel:

«Puedo ordenarle al espejo que revele muchas cosas —respondió ella— y a algunos puedo mostrarles lo que desean ver. Pero el Espejo muestra también cosas que no se le piden y éstas son a menudo más extrañas y más provechosas que aquellas que deseamos ver. Lo que verás, si dejas en libertad al Espejo, no puedo decirlo. Pues muestra cosas que fueron y cosas que son y cosas que quizá serán. Pero si fueron, son o serán, ni siquiera el más sabio puede decirlo».
— Galadriel en «El Espejo de Galadriel», El Señor de los Anillos de J. R. R. Tolkien.

A Sam Gamyi también se le permitió mirar, lo cual le llevó a tener que decidir entre regresar a la Comarca para prevenir su destrucción a causa de la industrialización o continuar en la búsqueda con Frodo para evitar que Sauron destruyera toda la Tierra Media.
Esto recuerda a la antigua práctica de la adivinación a través de la observación del agua o hidromancia: mirar fíjamente en una palangana, cuenco o superficie de agua poco profunda con fines adivinatorios. Las Nornas de la mitología nórdica usaban el Pozo de Urd como cuenco adivinatorio.